# Розен-Розенштейн, Нильс
Нильс Розен, после получения дворянства Нильс Розен-Розенштейн (лат. Nils Rosén von Rosenstein, 1706—1773), — шведский медик, ботаник, профессор медицины, профессор ботаники в Уппсальском университете.
Один из основателей педиатрии в её современном понимании. Его учебник о детских болезнях и их лечении Underrättelser om barns sjukdomar och deras botemedel, изданный в 1764 году, выдержал в общей сложности 26 изданий на 10 языках и использовался в Швеции до 1900-х годов. Первым стал применять в Швеции кору хинного дерева для лечения малярии.
Отец Нильса фон Розенштейна.

## Сочинения
- De usu methodis mechanicae in medicina (Уппсала, 1728)
- Dissertatio de historiis morborum rite consignandis (Гардервейк, 1731)
- Theses medicae (Уппсала, 1731)
- Tentamen anthropologiae experimentalis, quo demonstratur existentia vasorum absorbentium in intestinis (1731)
- De emendatione temperamentorum (1732)
- De aere eiusque in corpus humanum effectibus (1734)
- De insigni capitis humani tumore (1735)
- De venticulo humano (1736)
- De perificationen aquae (1736)
- De erroribus in formulis medicinalibus (1737)
- De febre intermittente (1739)
- De medicamentis absorbentibus, eorumque perverso usu (1739)
- De hydrope (1742)
- De dignoscenda et curanda imminente pathisi pulmonali (1740)
- Regimen et cura puerperarum (1749)
- De morbis infantum (1754)
- Underrättelser om barns sjukdomar och deras botemedel (1764)